# Люди Ікс '97
«Люди Ікс '97» (англ. «X-Men '97») — супергеройський мультсеріал виробництва Marvel Studios, заснований на однойменних персонажах Marvel Comics і є продовженням мультсеріалу 1992 року. Прем'єра відбулася 20 березня 2024 року на стрімінговому сервісі Disney+. Шоуранером проєкту виступив Бо ДеМайо. «Люди Ікс '97» — перша робота Marvel Studios, що заснована на мутантах.

## Сюжет
Сюжет мультсеріалу продовжиться з моменту, де завершилася історія оригінального шоу.

## У ролях
Деякі актори озвучення повернуться до виконання ролей своїх персонажів із мультсеріалу 1992 року, тоді як інші озвучать нових героїв:
- Катал Дж. Додд[en] — Логан / Росомаха
- Ленор Занн[en] — Анна-Марія / Роуґ
- Джордж Буза[en] — Генрі «Генк» МакКой / Звір
- Кетрін Дішер[en] — Джин Ґрей
- Адріан Хаф — Курт Вагнер / Нічний змій
- Кріс Поттер — Ремі Етьєн Лебо / Гамбіт
- Крістофер Бріттон[en] — Натаніель Ессекс / Містер Злидень
- Елісон Корт[en] — невідомо
- Холлі Чоу — Джубілейшен Лі / Джубілі

До того ж у роботі над мультсеріалом братимуть участь: Дженніфер Гейл, Анніваа Буачі, Меттью Вотерсон, Джей Пі Карліяк, Голлі Чо, Джефф Беннетт та Ей Джей Локаціо. 

## Виробництво

### Розробка
Керівництво Marvel Studios розпочало обговорення наступного анімаційного проєкту в процесі завершення роботи над «А що як...?». Відродження «Людей Ікс» 1992 року стало однією з перших запропонованих та схвалених ідей, оскільки багато членів робочої групи називали мультсеріал причиною, через яку стали фанатами коміксів Marvel.
У 2019 році режисер і продюсер оригінального шоу Ларрі Г'юстон заявив, що він брав участь у переговорах з Disney про відродження мультсеріалу. 
Станом на червень 2021 року Marvel Studios Animation розробляла щонайменше три серіали на додаток до «Що, якщо...?», які,  станом на серпень 2021 року, перебували на різних стадіях розробки та не очікувалися до 2023 року . 
У листопаді 2021 року Marvel Studios оголосила про розробку продовження «Людей Ікс» 1992 року під назвою «Люди Ікс '97». Бо ДеМайо, сценарист іншого проєкту Marvel Studios під назвою «Місячний лицар», виступив шоуранером нового мультсеріалу про мутантів. Г'юстон, а також сценаристи Ерік та Джулія Левальд, стали консультантами шоу.
Дана Васкес-Еберхардт, віце-президент з анімації Marvel Studios, сказала, що багато хто з людей, залучених до відродження, були фанатами серіалу 1990-х років і «точно знали», яким має бути продовження.  ДеМайо був оголошений головним сценаристом і виконавчим продюсером,  а Джейк Касторена - режисером-постановником, а Чарлі Фельдман - продюсером-постановником. [Г'юстон і шоуранери оригінального серіалу, Ерік і Джулія Левальд, консультували щодо відродження, допомагаючи з будь-якими «червоними прапорцями», що виникали, і пропонуючи речі, які вони хотіли б бачити. Тріо зв'язалося з Віндербаумом незабаром після того, як серіал-відродження увійшов у розробку, і було в захваті від того, що Marvel вирішила зробити пряме продовження їхнього серіалу.  Левальди пов'язують прискорення студіями Disney та Marvel роботи над відродженням серіалу з успіхом оригінального серіалу, який транслювався на Disney+, та книгою «Люди Ікс: Мистецтво та створення анімаційного серіалу» (2020)
Робота над другим сезоном розпочалася в липні 2022 року, а написання фіналу другого сезону розпочалося в липні 2023 року. ДеМайо закінчив писати для другого сезону і почав обговорювати ідеї для потенційного третього сезону до березня 2024 року, коли його звільнили зі студії Marvel напередодні прем'єри серіалу. Він не брав участі в подальшій промоції серіалу і пропустив прем'єру на червоній доріжці, що, за словами The Hollywood Reporter, було незвично для тих, хто працює над проектом Marvel Studios, «навіть якщо їх відсунули вбік» або замінили іншими творчими працівниками.  Як повідомлялося, з ДеМайо було важко працювати, а його використання неявного акаунту OnlyFans не було добре сприйнято керівництвом Disney.  Віндербаум сказав, що студія розійшлася з ДеМайо, а не звільнила його, і похвалив його роботу над серіалом. Він сказав, що відхід ДеМайо не вплине негативно на роботу над третім сезоном, який був у розробці до кінця місяця і залишався на шляху до дотримання виробничого графіка. На той час студія шукала заміну ДеМайо .

### Сценарій
З метою передати дух оригінального мультсеріалу, більша частина команди, відповідальної за розробку проєкту, включала або людей, що стоять за створенням шоу 1992 року, або його відданих фанатів. Перед творцями стояло завдання адаптувати новий мультсеріал для сучасної аудиторії, досліджувати, як змінилися персонажі протягом довгих років і віддати шану оригіналу.

### Анімація
Анімація була надана студією Studio Mir. Стиль 2D-анімації серіалу був оновлений у порівнянні з оригінальним серіалом з використанням більш складних сучасних технологій: 23:32-23:41 та "дещо модернізованого" дизайну. Касторена вважав, що оновлення серіалу сучасними відчуттями, технологіями та методами допоможе йому залишатися актуальним, зберігаючи при цьому шанобливе ставлення до оригінального серіалу. Він сказав, що вони уникали використання технологій для відтворення зовнішнього вигляду оригінального серіалу, вважаючи за краще витрачати час на розкадрування і монтаж, "щоб дотримуватися того, що робилося в кінематографі в той час", хоча Віндербаум сказав, що "невеликий ефект передачі відео" був накладений на анімацію, щоб надати їй якість телевізійної патини 1990-х. Використання CGI все ще використовувалося для макетів і надто складних транспортних засобів, хоча команда анімації малювала поверх них, щоб підтримувати художній стиль серіалу.
Команда Людей Ікс знову у своїх "класичних костюмах спадщини", що, як пояснив ДеМайо, було відсиланням до невдалого пілотного анімаційного фільму 1989 року "Прайд із Людей Ікс" і часом, коли команда роздумує над тим, "яку частину цього я хочу зберегти? Чи справді тоді все було простіше, чи ми просто були більш наївними?" Провідний дизайнер персонажів Амелія Відал пояснила, що дизайн персонажів зберіг концепції оригінального серіалу, а також стиль та естетику коміксів 1990-х років. Будь-які зміни були зроблені для того, щоб або краще служити історії, або допомогти з технічним аспектом анімації. Щодо дизайну нових персонажів, Відаль черпав натхнення для їхнього створення з коміксів про Людей Ікс 1970-х - 1990-х років, так само, як це робили дизайнери оригінального серіалу; наприклад, дизайн Найткроулера базується на його зовнішності під час роботи Джона Бірна та Дейва Кокрама. Щоб показати емоції Циклопа, очі та брови якого прикриті козирком, аніматори скоригували те, як з'являються відблиски та віддзеркалення на козирку. Касторена сказав, що здібності інших мутантів також були використані унікальними способами для передачі їхніх емоцій.
Робота над анімацією розпочалася в листопаді 2021 року, а повна анімація почалася в квітні 2023 року. Г'юстон зняв нову початкову заставку. Перший сезон був на стадії пост-продакшну до липня, а анімація для всього другого сезону була розроблена до березня 2024 року.

## Епізоди

### Сезон 1
| 1 | «To Me, My X-Men» «До мене, мої Люди Ікс»                             | Джейк Касторена     | Бо ДеМайо                        | 20 березня 2024 |
| За рік після замаху Генрі Пітера Гайріча на професора Чарльза Ксав'єра, унаслідок якого того визнали мертвим, а насправді той залишив Землю та відправився для зцілення в імперію Ші'ар, Люди Ікс продовжують свою місію із захисту мутантів і людей. Ймовірна смерть Ксав'єра призвела до того, що Організація Об'єднаних Націй (ООН) наклала на Людей Ікс юридичні санкції. Люди Ікс рятують молодого мутанта Роберто да Косту від антимутантської групи "Друзі людства" (ДЛ), що використовує технологію Вартових. Щоб знайти творця Вартових Болівара Траска Люди Ікс відвідують Гайрича у в'язниці, і Джин Грей досліджує його розум за допомогою машини Церебро, щоб посилити свої екстрасенсорні здібності. Вона знаходить Траска на звалищі в Сахарі, але також отримує жахливе передчуття. Люди Ікс знищують рештки кількох Вартових разом із суперкомп'ютером Майстром Мовчаком і заарештовують Траска. Циклоп і вагітна Джин оголошують, що залишають Людей Ікс, щоб ростити свого сина в безпеці. Їхню розмову перериває прибулий в особняк Магнето, який розповідає, що Ксав'єр у своєму заповіті передав йому контроль над Людьми Ікс і школою для мутантів. |                                                                       |                     |                                  |                 |
| 2 | «Mutant Liberation Begins» «Звільнення мутантів починається»          | Чейз Конлі          | Бо ДеМайо                        | 20 березня 2024 |
| Магнето починає рятувати як людей, так і мутантів і утримується від убивств бойовиків, які виступають проти мутантів. Недовірливі Циклоп і Джин вирішують залишитися з Людьми Ікс, тоді як Шельма співчуває Магнето в його боротьбі. Коли сили ООН на чолі з доктором Валері Купер намагаються заарештувати Магнето за його минулі терористичні дії, він погоджується здатися і постати перед судом, щоб довести свою невинність. У штаб-квартирі ООН під час судового процесу над ним ДЛ організовують напад. Їхній лідер, Карл Денті, стріляє в Магнето потужним радіаційним розрядом; Шторм приймає удар на себе і втрачає свої здібності. У Джин починаються перейми, і Шельма змушена скористатися пам'яттю і навичками акушера, який відмовляється приймати пологи у мутанта. Джин народжує сина, якого вони з Циклопом називають Нейтаном. Після того, як Магнето затримує лідера ДЛ і зупиняє напад, його прощають, і розпочинаються переговори про вступ держави мутантів на острові Дженоша до ООН. Звір розповідає Шторм, що розряд позбавив її сил назавжди, і вона залишає команду, щоб знайти новий сенс у житті. Обговорюючи її рішення, Люди Ікс були здивовані раптовою появою жінки, зовні схожої на Джин. |                                                                       |                     |                                  |                 |
| 3 | «Fire Made Flesh» «Вогонь загартовує плоть»                           | Емі Йонемура        | Бо ДеМайо і Чарлі Фельдман       | 27 березня 2024 |
| Звір визначає, що двійник Джин насправді є справжньою Джин Грей. Містер Зловісний зв'язується з іншою Джин, і виявляється, що вона є клоном, якого він створив, щоб отримати доступ до її ДНК і ДНК Циклопа. Зловісний бере під контроль її розум, перетворюючи на Королеву Гоблінів. Вона віддає Нейтана Сіністеру і піддає Людей Ікс жахливим видінням, заснованим на їхніх власних страхах. Морф, який раніше був розбещений і контролювався Зловісним, приводить Людей Ікс в одну з лабораторій лиходія, де вони виявляють, що він заражає Нейтана техноорганічним вірусом, вважаючи, що це зробить дитину невразливою. Справжня Джин телепатично протистоїть Королеві Гоблінів і використовує їхні спільні спогади, щоб звільнити її від контролю Лиховісного. Клон Джин і Циклоп рятують Нейтана, який залишається тяжко хворим, тоді як Лиховісний тікає. Клон Джин віддає Нейтана союзнику Людей Ікс Бішопу, який подорожує в часі, щоб той міг спробувати знайти ліки від вірусу в майбутньому. Потім вона бере ім'я Мейделін Прайор і залишає команду. В іншому місці мутант на ім'я Коваль представляється Шторм і стверджує, що може відновити її сили. |                                                                       |                     |                                  |                 |
| 4 | «Motendo / Lifedeath – Part 1» «Motendo / Життєсмерть. Частина перша» | Чейз Конлі          | Бо ДеМайо і Чарлі Фельдман       | 3 квітня 2024   |
| Джубілі хоче відсвяткувати своє 18-річчя в ігровому залі, але Магнето відмовляє їй і каже команді зосередитися на тренуваннях. Роберто втішає Джубілі, яка з подивом виявляє у своїй кімнаті нову ігрову приставку "Motendo". Пара виявляється втягнутою у відеогру, засновану на її попередніх пригодах, створену інопланетним рабовласником Моджо, який підживлюється участю аудиторії. Джубілі подобається згадувати свої минулі місії, але Абсциса - старіша цифрова копія її самої з бета-версії гри - переконує її в тому, що її життя було б порожнім. Абсциса допомагає Джубілі та Роберто перемогти Моджо, і пара повертається в реальний світ. Джубілі цілує Роберто. Коваль забирає Шторм на своє ранчо, де він створив машину, яка може відновити її сили, хоча, схоже, вона виходить з ладу. Шторм помічає дивну сову, що літає навколо ранчо. Коли Коваль зізнається, що він розробив технологію, на основі якої були створені нашийники-інгібітори мутантів і променева гармата Карла Денті, Шторм у гніві йде. Сова виявляється демоном на ім'я Противник. Він повертає Шторм на ранчо і отруює Коваля. |                                                                       |                     |                                  |                 |
| 5 | «Remember It» «Запам'ятай це»                                         | Емі Йонемура        | Бо ДеМайо                        | 10 квітня 2024  |
| Не в змозі визначити, які спогади належать їй, а які - Мейделін, Джин розкриває Росомасі своє емоційне сум'яття і цілує його. Він відкидає її залицяння і велить їй поговорити з Циклопом, який, як вона виявляє, спілкувався з Мейделін телепатично. Магнето, Шельма і Гамбіт вирушають на Дженошу, де місцева рада просить Магнето очолити країну; він погоджується за умови, що Шельма очолить разом із ним. Шельма пояснює Гамбіту, що в неї були таємні стосунки з Магнето, коли вона була молодшою, оскільки його здібності дають їй змогу торкатися до нього, не завдаючи шкоди, чого вона не може зробити з Гамбітом. На урочистості, присвяченій вступу Дженоші в ООН, Шельма цілує Магнето і розуміє, що припустилася помилки, вибравши його, а не Гамбіта. Прибулий з майбутнього Кейбл намагається застерегти Мейделін від прийдешніх небезпек, і та розуміє, що він - це її син Нейтан, який виріс. Кейбл насильно переноситься в майбутнє, перш ніж встигає попередити всіх про те, що наближається: покращений Майстер Молд і армія Вартових атакують Дженошу і вбивають тисячі мутантів. Гамбіт жертвує собою, щоб знищити Майстра Молда, залишаючи Шельму з розбитим серцем. |                                                                       |                     |                                  |                 |
| 6 | «Lifedeath – Part 2» «Життя смерть. Частина друга»                    | Чейз Конлі          | Чарлі Фельдман                   | 17 квітня 2024  |
| Під час війни між імперіями Ші'ар та Кріі імператриця Ші'ар Ліландра Нерамані оголошує про свої заручини з уже зціленим Ксав'єром. Відмовляючись прийняти шлюб своєї сестри із землянином, Птах Смерті закликає до ритуалу М'Даша і закликає Ксав'єра стерти всі його спогади про Землю, щоб довести свою відданість Ши'ар. Відмова Ксав'єра від своїх спогадів про Людей Ікс призводить до битви між імперською гвардією Ши'ар і прихильниками Птаха Смерті, аж поки Ксав'єр не витягує всіх на астральний план, аби навчити їх співіснування. Коли це заняття переривається екстрасенсорним баченням смерті Гамбіта, Ксав'єр вирішує повернутися на Землю. На ранчо Коваль використовує книгу заклинань своєї матері, щоб вигнати демона, а потім Шторм допомагає йому знайти рідкісний кактус, який може вилікувати від отрути. Шторм знаходить кактус у печері, але Противник знову заганяє її в кут. Долаючи свої страхи, Шторм відновлює сили і перемагає Противника. Шторм зцілює Кунеца, а потім вони дізнаються про напад на Дженошу. В іншому місці Траск стикається з Містером Зловісним, який попереджає, що Дженоша - це тільки початок. |                                                                       |                     |                                  |                 |
| 7 | «Bright Eyes» «Палаючі очі»                                           | Емі-Емметт Йонемура | Чарлі Фельдман і Джей Бі Баллард | 24 квітня 2024  |
| Поки Люди Ікс влаштовують похорон Гамбіта, Шельма в люті шукає Гайрича і Траска. Отримавши інформацію від генерала Громовержця Росса та Капітана Америки, Шельма знаходить Гайріча в Мексиці та вбирає його спогади. Пізніше тієї ж ночі Гайрича було вбито таємничою людиною, яка працювала на Лиховісного. Під час надання допомоги у відновлювальних роботах у Дженоші з Людьми Ікс зв'язався Траск, який повідомив їм, що перебуває в Мадрипурі. Дорогою вони зустріли Шельму. Роберто і Джубілі відвідують матір Роберто і розповідають їй, що він мутант. Вона каже, що давно про це здогадувалася, але просить його зберегти свою особистість у секреті. У Мадрипурі Люди Ікс дізнаються, що Зловісний і таємничий підрозділ ООН "ОЗТ" розробляють високорозвинену програму "Вартові". Шельма прирікає Траска на смерть, неусвідомлено активуючи програму, яка перетворює його на гібрид людини та Вартового. Прибуває Кейбл, знешкоджує Вартового Траска електромагнітною гранатою і пояснює, що Лиховісний працює з більш серйозною загрозою, яку вони мають зупинити. Цією загрозою є Бастіон, який розповідає Лиховісному про те, що Ксав'єр вижив, і про те, що Магнето, якого, як вважається, було вбито під час нападу на Дженошу, насправді живий і перебуває в нього в полоні. |                                                                       |                     |                                  |                 |
| 810 | «Tolerance Is Extinction» «Терпимість призводить до вимирання»        | Чейз Конлі          | Бо ДеМайо та Етноті Селітті      | 1 травня 2024   |
| 810 | «Tolerance Is Extinction» «Терпимість призводить до вимирання»        | Емі-Емметт Йонемура | Етноті Селітті                   | 8 травня 2024   |
| 810 | «Tolerance Is Extinction» «Терпимість призводить до вимирання»        | Чейз Конлі          | Бо ДеМайо та Етноті Селітті      | 15 травня 2024  |
| Частина 1: ООН повідомляє світу, що Ксав'єр живий, і влаштовує акцію протесту проти мутантів біля стін школи. Кейбл пояснює Людям Ікс, що різанина в Дженоші - це "абсолютна точка" в часі, яку неможливо змінити, і Бастіон скористається нею, щоб почати 300-річну війну, яка призведе до поневолення мутантів у людській утопії. Циклоп, Джин і Кейбл вирушають у Хармоні, штат Пенсільванія, де дізнаються, що Бастіон - гібрид людини і машини, який був зачатий після того, як його батько був заражений частиною просунутого Вартового Німрода, здатного подорожувати в часі. Учасники "Операції: Нульова терпимість" (ОНТ) висловлюють занепокоєння з приводу різанини і просять доктора Купер простежити за Бастіоном, який пояснює їй, як він перетворює людей на Головних Вартових, таких як Траск, використовуючи техноорганічний вірус Лиховісного. Головні Вартові діють по всьому світу, нападають на мутантів і спалюють дотла школу Ксав'єра. Перелякана Купер звільняє Магнето, який створює всесвітнє затьмарення, унаслідок якого гинуть тисячі людей і відключаються всі Головні Вартові. Росомаха побоюється, що Магнето оголосив війну, оскільки Ксав'єр повертається і закликає Людей Ікс. Частина 2: Ксав'єр зустрічає деяку недовіру, але Люди Ікс зосереджуються на тому, щоб зупинити Бастіона і переконати Магнето скасувати його затемнення. Магнето відновлює свій притулок для мутантів на астероїді М, вирішивши залишити Землю без електрики і відкинувши мрію Ксав'єра про спільне існування мутантів і людей. Він запрошує Людей Ікс приєднатися до нього, Шельма і Роберто погоджуються. Решта Людей Ікс повертаються на свою колишню базу на острові М'юїр, щоб перегрупуватися, а потім розділяються на дві команди: Синя команда Циклопа вирушає на астероїд М, щоб протистояти Магнето, тоді як Золота команда Шторм і Джин прямує до сховища Бастіону на Галапагоських островах. Звір і Коваль створюють нашийник, який може блокувати технопатію Бастіона і позбавити його контролю над Вартовими. Золота команда бореться з армією Вартових, контрольованих Бастіоном, а також зі Зловісним, який заволодіває розумом Кейбла і використовує його, щоб здолати Джин; вона посилає Циклопу відчайдушне психічне повідомлення. На астероїді М Ксав'єр намагається взяти під контроль розум Магнето, але його спроби блокуються. Росомаха завдає удару кігтями і серйозно ранить Магнето, який починає видирати адамантій зі скелета Росомахи. Частина 3: Після того, як Росомаха отримав важке поранення, Ксав'єр бере під свій контроль Магнето і відновлює енергію на Землі, руйнуючи розум Магнето. Джин з'єднується з космічною силою Фенікса і надягає нашийник на Бастіона, позбавляючи його технопатії і повертаючи Головним Вартовим людяність. Потім вона скасовує мутантські доповнення, які Зловісний зробив для себе, звільняючи Кейбла від його контролю. Бастіон вирішує зіштовхнути астероїд М із Землею і викликати нове масове вимирання. Уряд США запускає ракети в астероїд М у надії знищити його, але замість цього змушує його різко падати. За допомогою Ксав'єра Магнето приходить до тями і відправляє астероїд назад у космос. Астероїд вибухає, внаслідок чого більшість Людей Ікс вважаються загиблими. Шість місяців потому Бішоп розповідає Форджу, що Люди Ікс застрягли в часі: Циклоп і Джин перебувають у 3960 році нашої ери, у пустельному майбутньому, де вони зустрічають Матір Аскані і юного Нейтана; а Шельма, Нічний Змій, Звір, Ксав'єр і Магнето перебувають у Древньому Єгипті в 3000 році до нашої ери, де вони зустрічаються з Ен Саба Нуром, молодою версією Апокаліпсису. У теперішньому часі Апокаліпсис відвідує Дженошу і підбирає карту Гамбіта. |                                                                       |                     |                                  |                 |